# 宁波晚报
宁波晚报是中国浙江省宁波市出版的一种都市类报纸，创刊于1995年1月1日，现为宁波日报报业集团所属，以“心系寻常百姓，可读可用可亲”为办报宗旨。发布方式包含报纸、网站、iPad、手机报等。2006年，宁波晚报报纸日发行量30余万份，2004年至2006年名列全国晚报都市类报纸竞争力20强。